# Paul Joanne
Paul Bénigne Joanne, né à Paris le 3 février 1847, où il est mort le 20 mars 1922, est le fils unique d’Adolphe Joanne, directeur de la collection des guides de voyage publiés par Hachette, les Guides Joanne.

## Le directeur de collection des Guides Joanne
Malgré des goûts et des talents personnels qui l’auraient plutôt orienté vers une carrière artistique, Paul fait des études de droit et s’oriente comme son père vers la carrière d’avocat avant de travailler avec lui.
Le fruit de leur collaboration paraît dès 1873 avec l’édition du Guide Diamant de la Suisse, signé de leurs deux noms. Après le décès d'Adolphe Joanne survenu en 1881, il le remplace comme directeur de collection des Guides Joanne.
Il est souvent présenté comme un simple suiveur de son père et comme un personnage assez falot, pourtant il n’en est rien. C’est sous sa direction que les Guides Joanne sont développés : le nombre de titres publiés par an est doublé voire triplé ; des séries comme les monographies des villes ou les Guides Joanne illustrés sont créées. Il a recruté Henri Boland. Il continue la publication des Géographies départementales qui connaissent de nombreuses rééditions, et surtout il achève l’édition du grand Dictionnaire géographique et administratif de la France (1890-1905), en quatre ou sept volumes selon les formats. Il prend sa retraite en 1911 et est remplacé par un de ses collaborateurs, Marcel Monmarché.

## Les autres facettes de Paul Joanne
L’activité de Paul Joanne au sein du Club alpin français (CAF) montre qu’il marche dans les pas de son père qu’il admirait : il est avec lui l’un des premiers membres fondateurs en 1874, puis il en est le vice-président de 1907 jusqu’à son décès en 1922. Il sait là aussi innover et créer la revue mensuelle la Montagne, organe du CAF, à laquelle participent plusieurs auteurs des Guides Joanne. Il est aussi membre du Touring club de France auxquels les Guides Joanne sont étroitement associés.
Personnage méconnu de nos jours, il laisse à ses contemporains le souvenir suivant : « Très recherché dans le monde, où il était fort apprécié par sa verve, son entrain, ses qualités d’animateur, danseur brillant, fin diseur de monologues, il avait une véritable passion pour la comédie de société ; rapidement, il était devenu un acteur consommé, peu de professionnels l’auraient surpassé. Il s’en rendait compte, tout en lui le portait au théâtre ; il sut cependant faire le sacrifice de ses aptitudes les plus manifestes, de ses goûts les plus chers, devant la volonté paternelle. » (M. Cüenot, vice-président du CAF, in : Discours prononcés aux obsèques de Paul Joanne au cimetière du Montparnasse le 24 mars 1922, brochure non paginée.)
Il avait épousé Adrienne Eugénie Guy, qui décède en 1941 sans descendance.